# Yaiza (gemeente)
Yaiza is een gemeente in de Spaanse provincie Las Palmas in de regio Canarische Eilanden met een oppervlakte van 212 km². Yaiza telt 15.944 inwoners (1 januari 2016). De gemeente ligt op het eiland Lanzarote. Hoofdplaats is Yaiza. 
Aan de zuidwestkust van het eiland Lanzarote ligt in deze gemeente het grootste zoutwinningsgebied van de Canarische Eilanden, de Salinas de Janubio.
Op het zuidelijkste punt staat de vuurtoren van Punta Pechiguera.

## Plaatsen in de gemeente
De gemeente omvat de volgende plaatsen (inwonertal 2007):
- Playa Blanca (7.956)
- Uga (773)
- Yaiza (720)
- Las Breñas (370)
- Femés (252)
- Puerto Calero (301)
- Playa Quemada (131)
- El Golfo (131)
- Las Casitas (63)
- La Hoya (44)
- Cortijo Viejo (44)
- La Degollada (43)
- La Geria (23)
- Maciot (26)

## Demografische ontwikkeling
Bron: INE; 1857-2011: volkstellingen
Opm.: In 1960 werd Femés aangehecht
Arrecife · Haría · San Bartolomé · Teguise · Tías · Tinajo · Yaiza